# Yungkulovski
Милош Јаношевић, познатији као Јангкуловски (енгл. Yungkulovski), српски је репер.

## Биографија
Музиком је почео да се бави 2009. године, када је наступао као Аеросоул, а потом и као Јана, да би од 2016. године почео да ствара музику под псеудонимом Yungkulovski.
Први ЕП објавио је 2017. године под називом Coldflow. ЕП садржи четири песме и издат је за продукцијску кућу Hazze. Са Кимом је почетком 2019. године објавио ЕП под називом Gemini Project. На албуму се налази шест песама, а као гости се појављују Нумеро, Mili Khumara, Swana и AMN.
Августа 2020. године издао је други самостални ЕП, Ајкуле, са шест песама, за продукцијску кућу Apollo, а као гости се појављују Ри и KIMMV.
У Мају 2022. године издао је први студијски албум Демони, са 9 песама где свака песма асоцира на круг пакла. 

## Дискографија

### Албуми и ЕП-ови
| №  | Назив    | Трајање |  |
| 1. | Фауст    |         |  |
| 2. | Cokeboy  |         |  |
| 3. | Селотејп |         |  |
| 4. | Правила  |         |  |

| №  | Назив                        | Трајање |  |
| 1. | Астронаут (ft. Нумеро)       |         |  |
| 2. | DM (ft. Mili Khumara, Swana) |         |  |
| 3. | Flex mama (ft. Swana)        |         |  |
| 4. | Неверица                     |         |  |
| 5. | Hotspot                      |         |  |
| 6. | DM 2 (ft. AMN)               |         |  |

| №  | Назив            | Трајање |  |
| 1. | Лојалност        |         |  |
| 2. | Ивице            |         |  |
| 3. | Проблем          |         |  |
| 4. | Ајкуле (ft. Ри)  |         |  |
| 5. | Матине           |         |  |
| 6. | Руже (ft. KIMMV) |         |  |

| №  | Назив                     | Трајање |  |
| 1. | Tunel Vizija (Intro)      |         |  |
| 2. | Stakleno ft. RIE          |         |  |
| 3. | Kodeks                    |         |  |
| 4. | Sinners ft. Kza & Faberge |         |  |
| 5. | Demoliran                 |         |  |
| 6. | Crtež ft. Nina Todorović  |         |  |
| 7. | Lovori                    |         |  |
| 8. | Zavejan ft. Teya Dora     |         |  |
| 9. | 9i Krug (Outro)           |         |  |

### Синглови
Аеросоул
- Знамо се (ft. Милак, Драмз, 2009)
- Кажу (ft. Деф22, Ата, 2009)
- То је тај белац (ft. Деф22, 2009)
- Alcoholic 4 (ft. Милак, Драмз, 3Man, 2009)
- Негде између ничег (2010)
- Немаш појма (2010)
- Blanted protuva (ft. Outraw, 2010)
- Ноћни шетач (ft. Морал, 2010)
- Прелудо (ft. Милак, Џери, Квејк, Прајм, 2009)
- Лисабон (ft. Матео, 2010)

Јана
- Single (ft. Тибор, 2010)
- Не не рампа (ft. Shea, Ђаре, Фокс, Wirtus, Ата, 2011)
- Пусти у круг (ft. Shea, Фокс, 2011)
- Коеко (ft. Shea, Ралмо, Ата, 2011)
- Редаљка (ft. Дупли, Zakibeatz, Тибор, Ро, Барто, Пендрек, Болест, 2011)
- Лудаја (ft. Фокс, 2011)
- Зезање не престаје (ft. Милак, 2011)
- Тако то раде овде (ft. Shea, Ралмо, 2011)
- Реп теретана (ft. Shea, Ралмо, Раћим, 2011)
- Нема назад (ft. Shea, Ралмо, Ата, 2011)
- Роламо лагано (ft. Shea, Ралмо, 2011)
- Пакитооо (ft. Shea, Фокс, 2011)
- Dubstep session (ft. Ралмо, 2012)
- Јанине мудрости разумеш (ft. Apollo3000, 2012)

Yungkulovski
- 22 линије (2016)
- Све је у реду (2016)
- У граду (2016)
- Панама (ft. Нумеро, 2016)
- Flex (2016)
- Пулс (2017)
- Flight mode (ft. KIMMV, 2017)
- Испод радара (ft. KIMMV, 2017)
- Реплика (ft. KIMMV, 2017)
- Dasvidaniya (ft. Нумеро, 2018)
- 5AM (2018)
- Гомора (ft. KIMMV, 2018)
- Ланци (ft. Огњен, Кеи, KIMMV, 2018)
- Етикете (2018)
- Дијаманте (ft. Yugos, 2019)
- CLS (ft. Којот, 2019)
- GPS (ft. Томпе, 2019)
- Нова лова (ft. Клинац, 2020)
- У зони (ft. Томпе, 2020)
- Ивице (2020)
- Издаја (ft. Nina Todorović, 2022)